# Лохина
Лохи́на — група багаторічних квітучих кущових рослин із синіми або фіолетовими ягодами роду Vaccinium (Чорниця). Дикоросла лохина поширена в Північній півкулі, росте на вологих ґрунтах. Комерційна лохина походить із Північної Америки. Її високорослі сорти (лохина вискоросла) були завезені в Європу в 1930-х роках.
Тривалий час під назвою «європейська лохина» (European blueberry) за межами Європи була знана чорниця звичайна. Відрізнити лохину від схожої на вигляд чорниці легко, розрізавши ягоду. У лохини світло-зелена середина, в той час як у чорниці червона або фіолетова. Ягоди лохини ніжніші на смак.
Лохина росте на кущах від 40 см до 4 м заввишки. У виробництві нижчі кущі лохини мають назву «лохина низькоросла» або ж «лохина дика». Високі кущі відомі як «лохина високоросла».

## Назви
Рід Vaccinium містить багато схожих рослин, що призводить до плутанини в назвах. Англійською мовою вони широко відомі як blueberry. Українські назви рослин цього роду включають: афина, борина, брусниця, буяхи, ґоґодзи, журавлина, камениця, квасниця, лохина, пияки, чорниця тощо. Для виду Vaccinium uliginosum, поширеного в дикій природі в Україні, рекомендовано назви буяхи і лохина. Синонімічними є борина лозянка, борівка глухиня, глухиня, лозянка, лохиня та ще 37 народних назв.
Процес найменування ускладнився поширенням північноамериканських видів і виникла потреба дати культурі взагалі та видам зокрема українські назви. Різні дослідники називають їх лохиною, буяхами, чорницею. Назва лохина відповідає більшості принципів видоназивання Йоганна Плянера. Щодо іноземних видів є уточнюючі назви: американська лохина, канадська лохина, високоросла лохина.

## Опис
Ці рослини являють собою листопадні багаторічні чагарники заввишки від 60 см до 4 м. Вони мають просте еліптичне листя, розташоване вздовж стебел. Рослини утворюють суцвіття з дрібних урноподібних квітів, колір яких варіюється від білого до блідо-рожевого. Плоди – ягоди з багатьма дрібними насінинами. При дозріванні мають колір від темного індиго до чорного.
Росте в лісах на вологому ґрунті, на болотах, біля берегів водойм.
Лохина належить до родини Вересові. Як і інші її представники, лохина не росте на лужних ґрунтах і віддає перевагу кислому середовищу (pH 3,8—5,5, не вище). Багато дослідників вважають, що цю властивість вересові набули виключно через наявність мікоризи (симбіозу коренів рослин з грибами): їх мичкувата коренева система не має тонких всмоктуючих волосків, зате тісно обплетена грибними нитками. Гриби не тільки підживлюються продуктами життєдіяльності чагарників, а й виконують для них роль переносника-постачальника поживних речовин із ґрунту, а в лужному середовищі і в добре обробленій (окультуреній) землі мікориза перестає повноцінно працювати і гине. Деякі садівники вважають, що роль грибів у вирощуванні лохини сильно перебільшена, що рослина при регулярних підгодівлях просто зобов'язана нормально розвиватися і плодоносити. Однак, практика показує, що саме наявність мікоризи робить цей чагарник стійкішим до кореневої гнилі та хвороб, і при правильній агротехніці (обов'язковому виконанні вимог до освітлення, складу ґрунту та його вологості) він потребує менше уваги.

## Види
- Vaccinium angustifolium(інші мови) (англ. lowbush blueberry):[6][7]
- Vaccinium boreale(інші мови) (англ. northern blueberry)
- Vaccinium caesariense(інші мови) (англ. New Jersey blueberry)

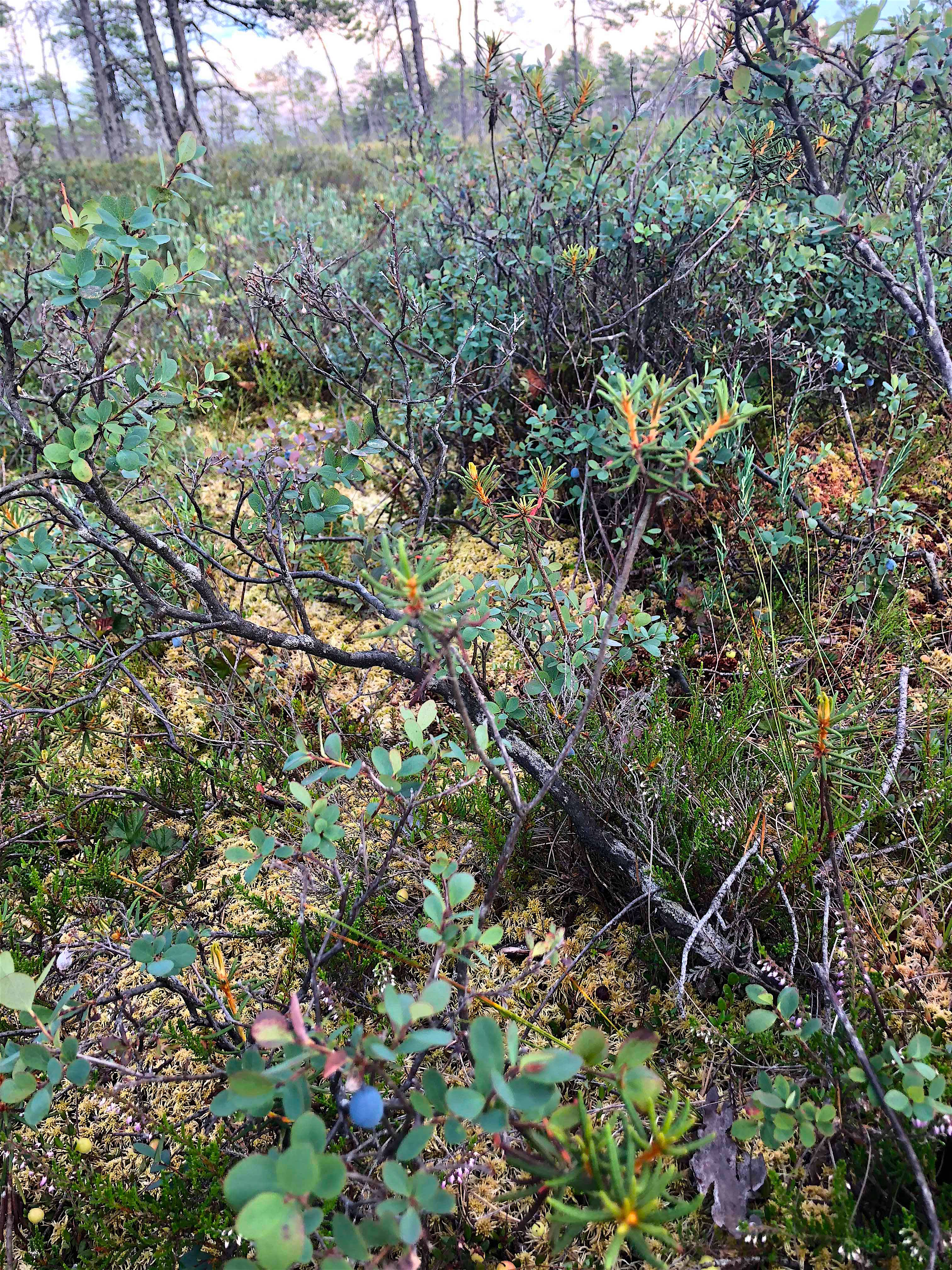
Дикоросла лохина

- Vaccinium corymbosum (англ. northern highbush blueberry)[6]
- Vaccinium darrowii(інші мови) (англ. evergreen blueberry)
- Vaccinium elliottii(інші мови) (англ. Elliott blueberry)
- Vaccinium formosum(інші мови) (англ. southern blueberry)
- Vaccinium fuscatum(інші мови) (англ. black highbush blueberry; syn. V. atrococcum)
- Vaccinium hirsutum(інші мови) (англ. hairy-fruited blueberry)
- Vaccinium myrsinites(інші мови) (англ. shiny blueberry)
- Vaccinium myrtilloides(інші мови) (англ. sour top, velvet leaf, або Canadian blueberry)
- Vaccinium pallidum(інші мови) (англ. dryland blueberry)
- Vaccinium simulatum(інші мови) (англ. upland highbush blueberry)
- Vaccinium tenellum(інші мови) (англ. southern blueberry)
- Vaccinium virgatum(інші мови) (англ. rabbiteye blueberry; syn. V. ashei)[6]

Деякі інші синьоплідні види роду Vaccinium:
- Vaccinium koreanum(інші мови) (англ. Korean blueberry)
- Vaccinium myrtillus (англ. bilberry(інші мови) або European blueberry)
- Vaccinium uliginosum (англ. bog bilberry/blueberry, northern bilberry або western blueberry)

## Вирощування
Значними регіонами вирощування високорослої лохини є Британська Колумбія, Меріленд, Західний Орегон, Мічиган, Нью-Джерсі, Північна Кароліна та Вашингтон. Вирощування південних високорослих сортів відбувається в Каліфорнії, куди були інтродуковані сорти, що походять з Університету Флориди, Коннектикуту, Нью-Гемпширу, Університету штату Північна Кароліна та Мену. Багато лохини вирощують у Перу, Іспанії та Мексиці. Високоросла лохина вперше була завезена до Німеччини, Швеції та Нідерландів у 1930-х роках, і відтоді поширена в інші країни Європи.
В Україні дика низькоросла лохина росте у волинських лісах невеликими кущами на торфовиськах, часто поміж чорницею. Лохину, зазвичай, збирали вручну. Великі платнації цієї ягоди розташовані на Закарпатті. Сучасні фермери використовують механічні комбайни, які збирають ягоди з високих кущів. Наразі розробляють комбайни для збору дикої, низькорослої лохини. Ягоди достигають у період з травня по серпень. Кущі починають плодоносити на третій рік. Період збору ягід триває з кінця червня до кінця серпня. Спочатку рослина дає кілька ягід, а згодом урожай з кожним роком зростає. Лохина плодоносить до 30 років. Для поліпшення росту і збільшення урожаю, лохину добре підживляти мінеральними добривами, а органічні добрива їй протипоказані.
Україна є експортером лохини. У щорічному звіті Міжнародної асоціації лохини за 2022 рік, де було сформовано рейтинг 10 найбільших країн за площею плантацій лохини, Україна посіла 8-е місце, випередивши таких великих експортерів, як Іспанія та Південна Африка. Ціна високоякісної лохини може досягати 1500 грн/кг, але зазвичай 165–240 грн/кг.

## Використання

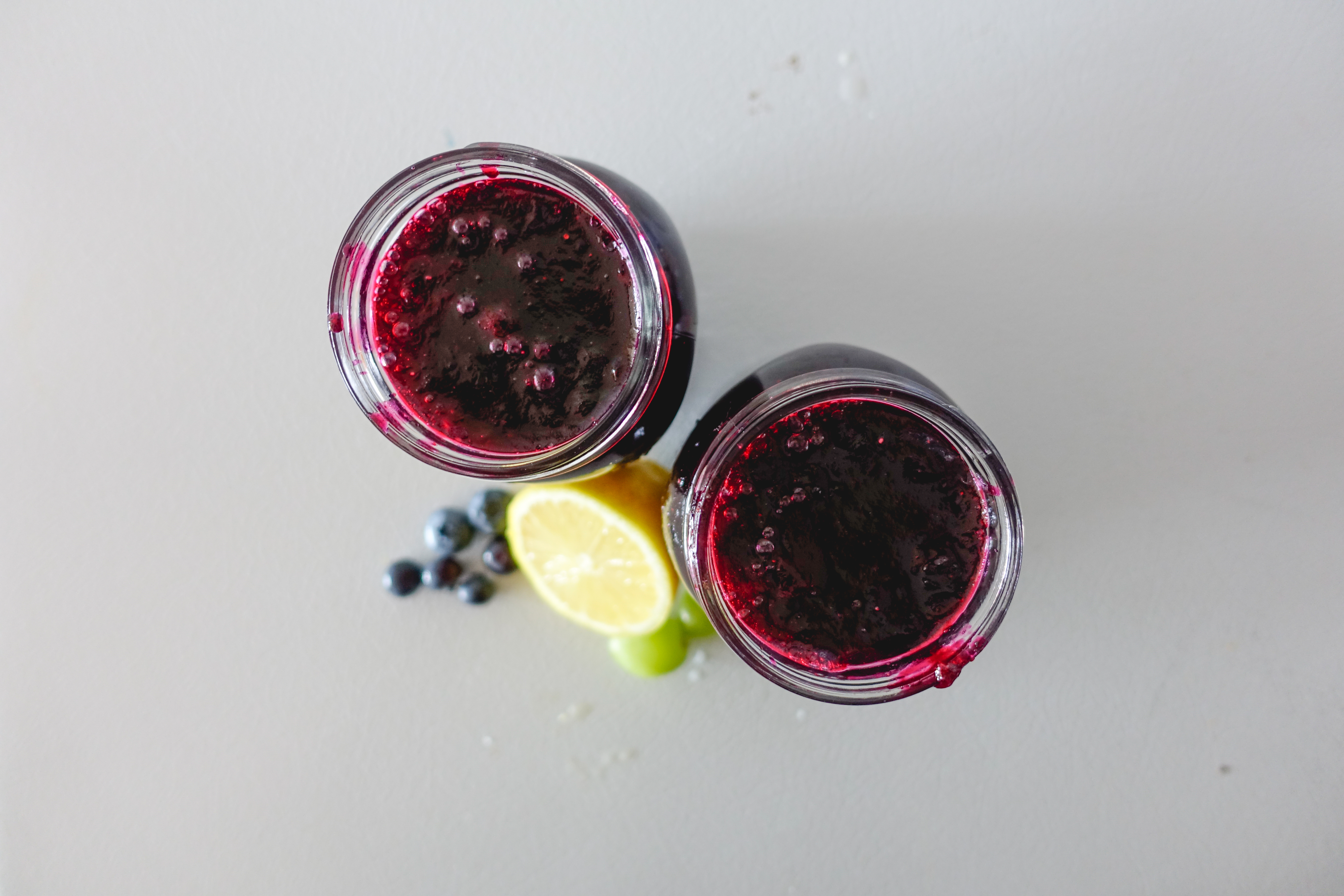
Лохиновий джем

Лохина придатна як для споживання сирою, так і приготування з нею смузі, каш, йогуртів. Її заморожують, сушать, виготовляють сироп, варення, джем, желе, муси, сік, тощо. З лохини також роблять вино.  В Америці лохина вважається однією з найперспективніших ягід через невимогливість у вирощуванні і смакові властивості.

## Корисні властивості
Лохина вважається дієтичним продуктом. Її ягоди складаються на 88 % з води, 7,9 % — цукру, 1,1 % — білків, 1,4 % — органічних кислот, 1,2 % — клітковини і 0,3 % — дубильних речовин і пектинів.
Ягоди мають протизапальну, жарознижувальну, сечогінну та загальнозміцнюючу дію. Ягоди та листя знижують рівень цукру в крові.
Лохина корисна майбутнім мамам, адже сприяє виробленню прогестерону і є джерелом фолієвої кислоти. Ягоди містять багато антиоксидантів, що запобігають розвитку онкологічних, серцево-судинних, очних, шкірних захворювань. Також лохина є низькоалергенною ягодою. Її можна вживати навіть маленьким дітям у вигляді соку або морсу, а з 5 років і самі ягоди.
Надмірне вживання лохини може призвести до підвищеної згортуваності крові, а отже збільшувати ризик утворення тромбів.

## Галерея

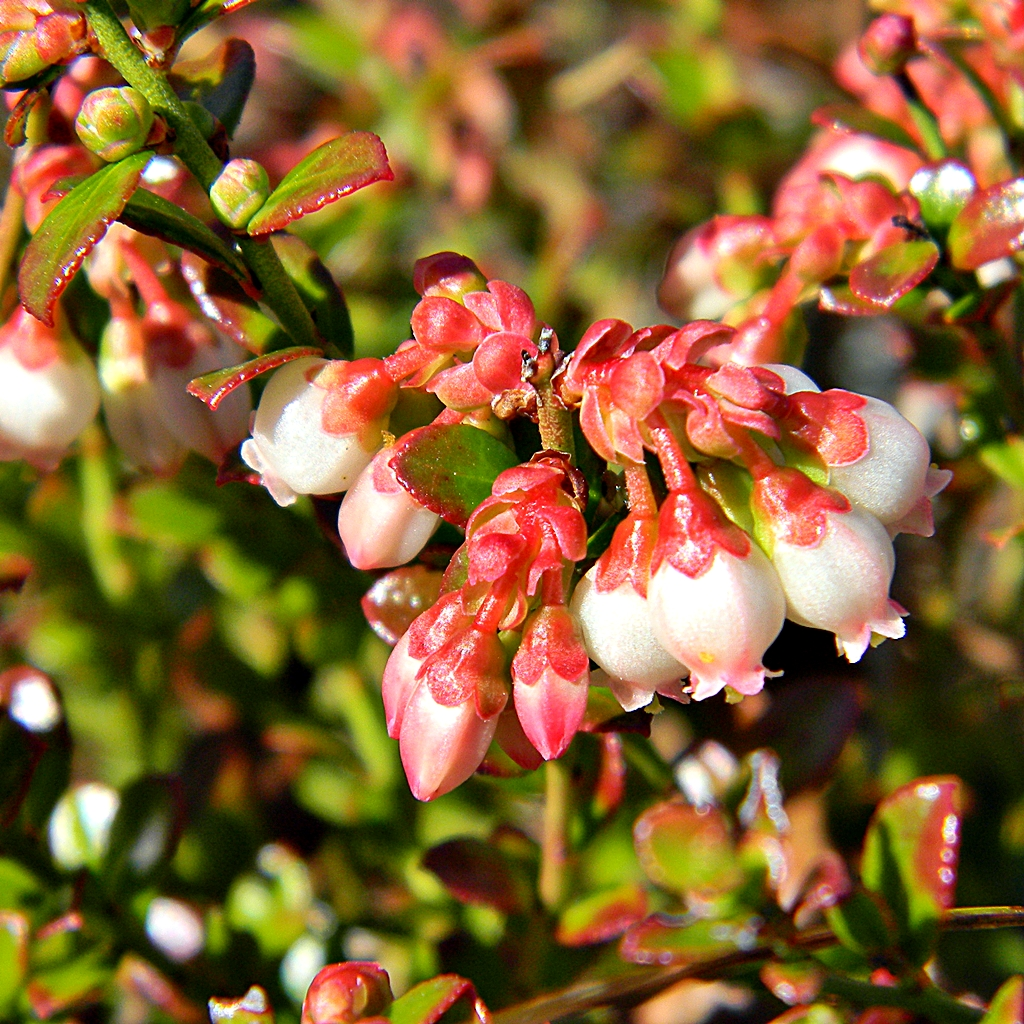
Квіти
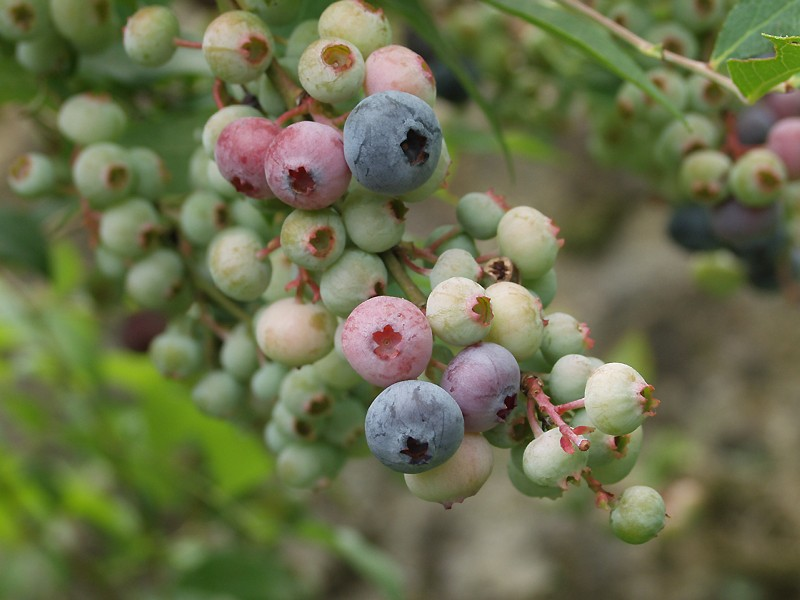
Недозрілі ягоди
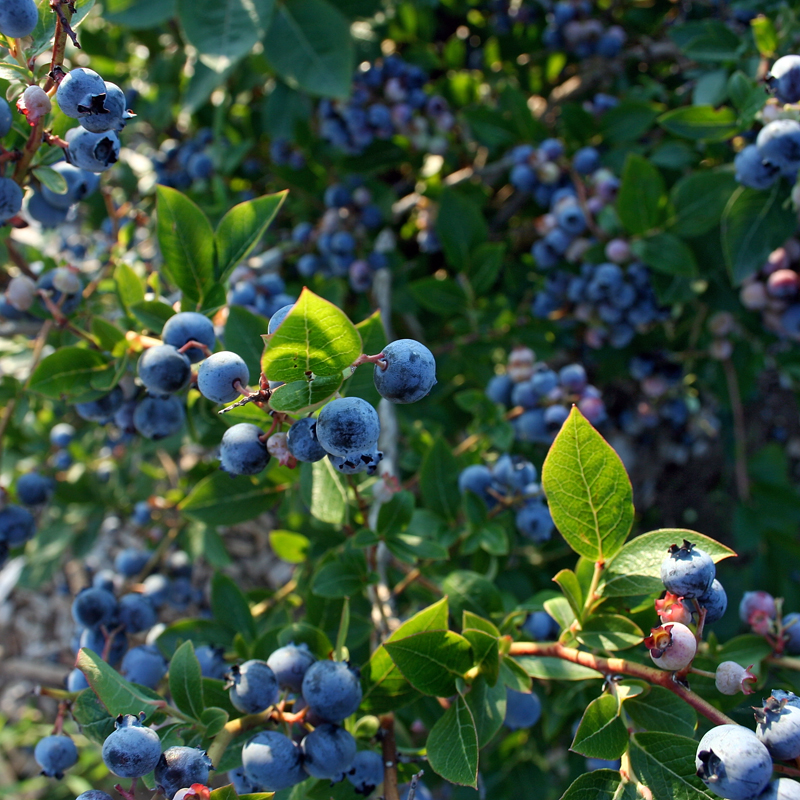
Дозрілі ягоди на кущі
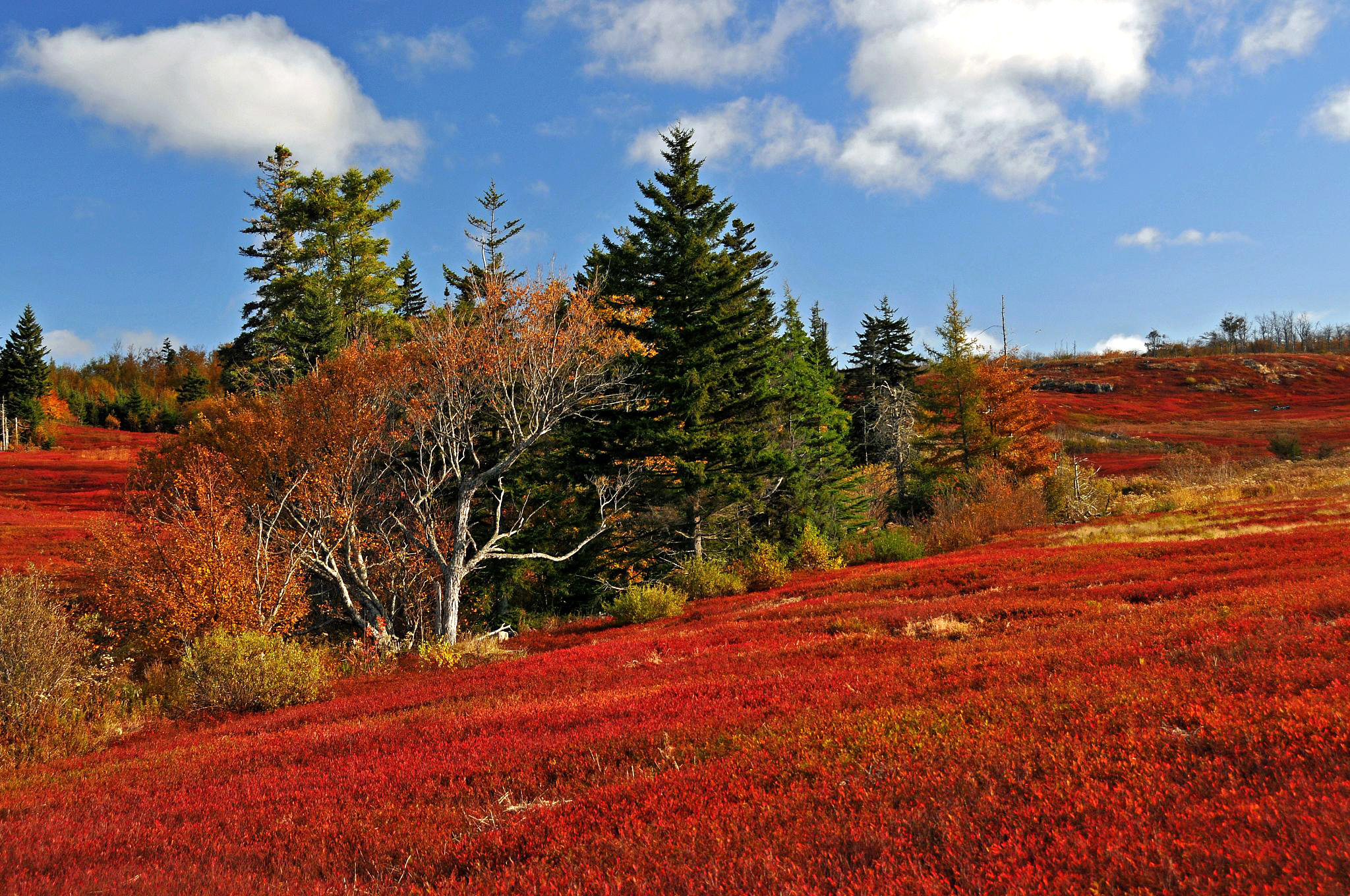
Зарості лохини восени (почервоніле листя)
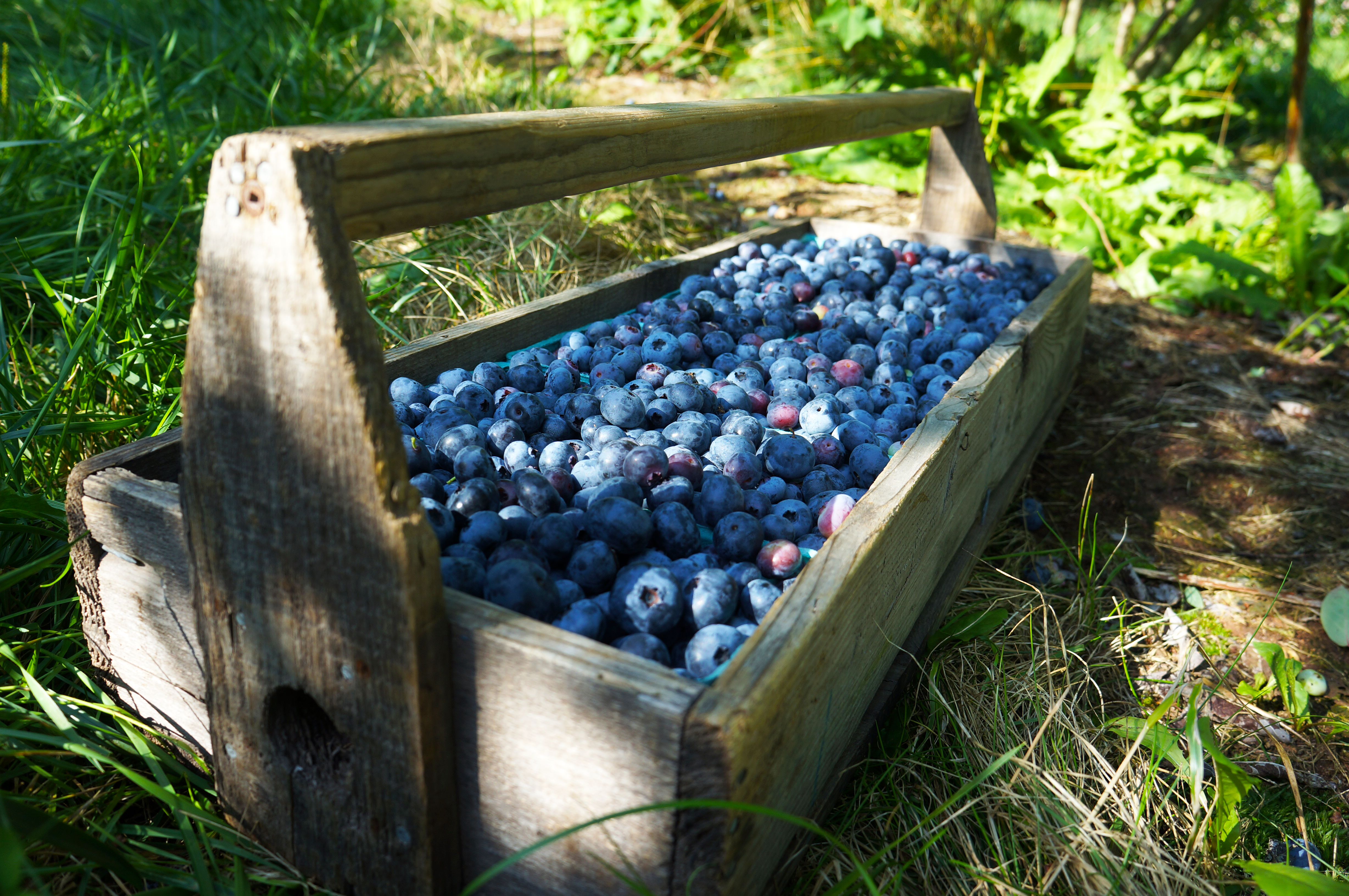
Врожай ягід лохини
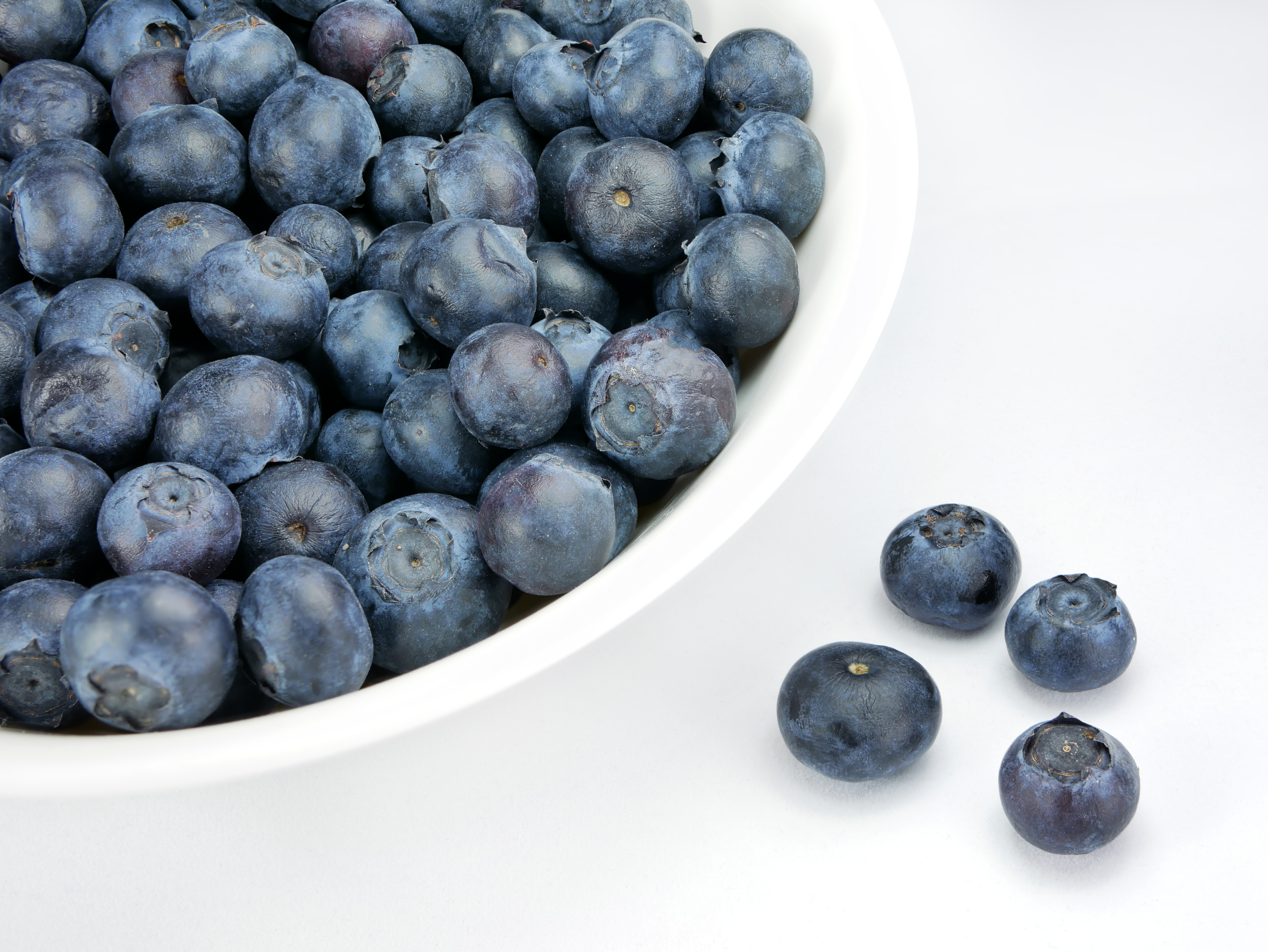
Миска лохини